# Elasticsearch

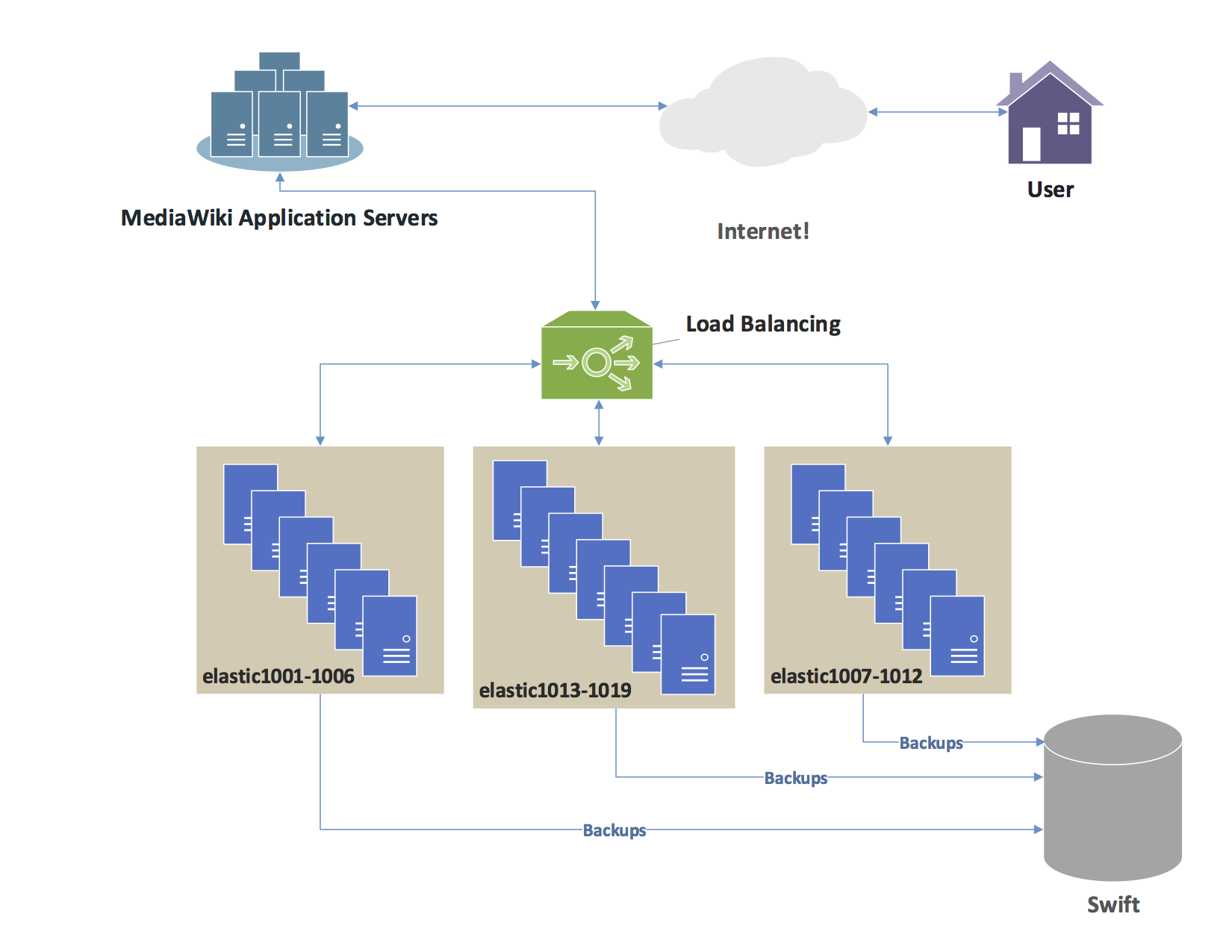
Elasticsearch-Konfiguration der Wikipedia-Server

Elasticsearch ist eine Suchmaschine auf Basis von Lucene. Das in Java geschriebene Programm speichert Dokumente in einem NoSQL-Format (JSON). Die Kommunikation mit Klienten erfolgt über ein RESTful-Webinterface. Elasticsearch ist neben Solr der am weitesten verbreitete Suchserver. Er ermöglicht auf einfache Weise den Betrieb im Rechnerverbund zur Umsetzung von Hochverfügbarkeit und Lastverteilung.

## Lizenzierung
Elasticsearch und Kibana unterliegen der kostenlosen Server Side Public License. Für Cloudangebote hingegen ist die kostenpflichtige Elastic License notwendig.
Das Unternehmen Elastic NV hatte 2018 die Lizenzierung unter Open-Source-Lizenz auf Lebenszeit versprochen, es folgte dem „Open Core“-Model, das heißt, der Kern der Software unterlag Open-Source-Lizenzen (hauptsächlich Apache License 2.0), andere Teile standen unter der kommerziellen Elastic License.
Entgegen der Ankündigung von 2018 wurden mit der 2021 veröffentlichten Version 7.11 die Open-Source-Lizenzen durch die Server Side Public License ersetzt, die keine Open-Source-Lizenz ist, weil sie keine Cloudangebote erlaubt. Elastic machte Amazon Web Services für diese Änderung verantwortlich und beanstandete deren Verwendung von Elasticsearch in der Vergangenheit.

## OpenSearch (Abspaltung)
2021 veröffentlichten AWS, Logz.io, Red Hat, SAP und Capital One eine Abspaltung unter dem Namen OpenSearch, die das Projekt unter der Apache-2.0-Lizenz fortführen.
Elastic hat daraufhin die Elasticsearch-Clients so geändert, dass sie Verbindungen mit OpenSearch-Servern verweigern und nur noch Elasticsearch-Server erlauben. Dagegen funktionieren die OpenSearch-Clients sowohl mit OpenSearch- als auch mit Elasticsearch-Servern.

## Physischer Aufbau
Elasticsearch zerteilt jeden Index in mehrere Stücke, so genannte shards (Scherben, Bruchstücke). Die shards eines Indexes können vom Anwender bei Bedarf auf mehrere Server (nodes) aufgeteilt werden (die Gruppe heißt cluster), um die Rechenlast zu verteilen oder um Serverausfälle zu kompensieren. Läuft die Suchmaschine auf mehreren nodes, so wird einer als master node der Gruppe bestimmt.
Ein shard ist ein Lucene-Index. Elasticsearch nutzt Apache Lucene für die Indexierung und Suche als core library. Ein Elasticsearch-Index besteht also aus mehreren Lucene-Indizes. Ein Lucene-Index besteht aus einem Ordner mit Dateien, die einen invertierten Index beinhalten.

## Funktionsweise

### Dokumente, Typen und Indizes
Die kleinste Einheit, mit der gearbeitet wird, sind Dokumente (englisch documents). Jedes Dokument, das durchsucht werden soll, muss zuvor indiziert werden. Sollen beispielsweise Informationen zu Büchern durchsuchbar gemacht werden, könnten die Informationen über jedes einzelne Buch in jeweils ein Dokument geschrieben werden, welches anschließend indexiert werden muss. Ein Index entspricht dabei in etwa einer SQL-Tabelle, ein Dokument einer Zeile dieser Tabelle. Jedoch sind die Anzahl und Typen der Felder nicht notwendigerweise starr vorgegeben, können aber bei Bedarf durch eine Typzuweisung (englisch mapping) explizit typisiert werden.
Um indiziert werden zu können, müssen die Dokumente im JSON-Format an Elasticsearch gesendet werden. Als JSON-Dokumente bestehen sie jeweils aus einem Satz an Paaren von Schlüsseln und Werten. Ein Beispiel für ein Dokument, das ein Buch beschreiben soll:
```
{

  
"titel"
:
 
"Granatenstarke Suchmaschinentechnologie"
,

  
"autor"
:
 
"Michael Käfer"
,

  
"erscheinungsjahr"
:
 
"1794"
,

  
"verlag"
:
 
"Müller-Verlag"

}

```

### Suchanfragen
Auch die Suchanfragen (englisch queries) werden als JSON-Dokumente an Elasticsearch gesendet. Obiger Beispieldatensatz würde beispielsweise von folgender Suchanfrage gefunden werden:
```
{

   
"query"
:
 
{

      
"match"
:
 
{

         
"titel"
:
 
"suchmaschinentechnologie"

      
}

   
}

}

```

Der wichtigste Bestandteil einer Suchanfrage ist der Parameter query (sein Inhalt bestimmt, welche Dokumente in welcher Reihenfolge gefunden werden sollen), weitere sind die Parameter size (bestimmt die maximale Anzahl an Treffern), from (dient der Aufteilung langer Trefferlisten auf mehrere Seiten), _source (ermöglicht es, nicht ganze Dokumente als Resultate zu erhalten, sondern nur bestimmte Felder dieser Dokumente) und sort (ermöglicht eine alternative, vom Benutzer definierbare Sortierung der Ergebnisse).
Einer Anfrage (query) können verschiedene Parameter zugeteilt werden. Einige Beispiele:
| "match_all": { } | - findet alle Dokumente |
| "match": { "titel": "granatenstarke" } | - findet alle Dokumente mit "granatenstarke" im Feld "titel"                                                                                                |
| "multi_match": { "query": "granatenstarke", "_source": ["titel","autor"] }                                                                                          | - findet alle Dokumente mit "granatenstarke" im Feld "titel" oder im Feld "autor"                                                                           |
| "bool": { "must": { "match": {"titel": "quick"} }, "must_not": { "match": {"titel": "lazy"} }, "should": { "match": {"titel": "brown"}, "match": {"titel": "green"} | - im "titel"-Feld muss "quick" vorkommen - im "titel"-Feld darf "lazy" nicht vorkommen - im "titel"-Feld sollte idealerweise "brown" oder "green" vorkommen |

### Kommunikation mit der REST-API
Sowohl für die Indexierung der JSON-Dateien als auch für Suchanfragen wird mit der REST-API von Elasticsearch kommuniziert. Es gibt verschiedene Möglichkeiten, diese Kommunikation durchzuführen. Die am weitesten verbreitete und am besten dokumentierte ist, Dokumente und Suchanfragen mit Verwendung des Programms cURL an die REST-API zu senden. Weiter bieten sich verschiedene Programme an (etwa Postman), die benutzerfreundlich zu dieser Art der Kommunikation fähig sind, aber auch die Kommunikation über selbst erstellte Skripte in den gängigen Programmiersprachen. Ein Beispiel, in dem das obige JSON-Dokument mit cURL über ein Terminal an den Server gesendet wird, auf dem Elasticsearch läuft:
```
curl -X PUT '78.47.143.252:9200/materialienzusuchmaschinen/buecher/1?pretty' -d '{
   "titel": "Granatenstarke Suchmaschinentechnologie",
   "autor": "Michael Käfer",
   "erscheinungsjahr": "1794",
   "verlag": "Müller Verlag"
}'
```

Dem Index, in den das Dokument geladen wird, gibt man in diesem Beispiel den Namen „materialienzusuchmaschinen“, dem Typ den Namen „buecher“. Sind ein Index und ein Typ dieses Namens nicht ohnehin bereits vorhanden, so werden sie automatisch neu erstellt. Das gesendete Dokument wird unter der hier ebenfalls angegebenen ID „1“ abgelegt.

### Indexierung
Schickt man ein Dokument zur Indexierung, startet Elasticsearch einen Analyseprozess (englisch analysis), während das Dokument für den Index aufbereitet wird. Dabei wird der zu indexierende Text des Dokuments umgewandelt, damit später die daraus gewonnenen Resultate in den Index geschrieben werden können. Zuerst wird der Text an definierten Stellen (wie Leerzeichen oder Kommas) in die einzelnen Wörter zerlegt (etwa „Granatenstarke Suchmaschinentechnologie“ in „Granatenstarke“ und „Suchmaschinentechnologie“). Die Buchstaben jedes einzelnen dieser Wörter werden anschließend vollständig in Kleinbuchstaben umgewandelt (etwa „Granatenstarke“ in „granatenstarke“). Es folgen noch weitere Schritte; darüber hinaus ist es möglich, eigene Umwandlungsstufen einzubauen.
Zum einen speichert Elasticsearch die Resultate des Analyseprozesses (etwa „granatenstarke“) im Index ab, zum anderen werden die ursprünglich geschickten Originaldokumente an einem anderen Ort gespeichert.